# Créteil – Préfecture (stanice metra v Paříži)
Créteil – Préfecture je stanice pařížského metra linky 8. Nachází se za hranicí Paříže na předměstí Créteil. Jedná se o povrchovou stanici.

## Historie
Stanice byla otevřena 10. září 1974 při prodloužení linky ze stanice Créteil – L'Échat.
Linka zde končila do 8. října 2011, kdy došlo ke zprovoznění tratě do stanice Pointe du Lac.

## Název
Jméno stanice získala proto, že se nachází ve městě Créteil poblíž sídla prefektury departementu Val-de-Marne.